# 中頭

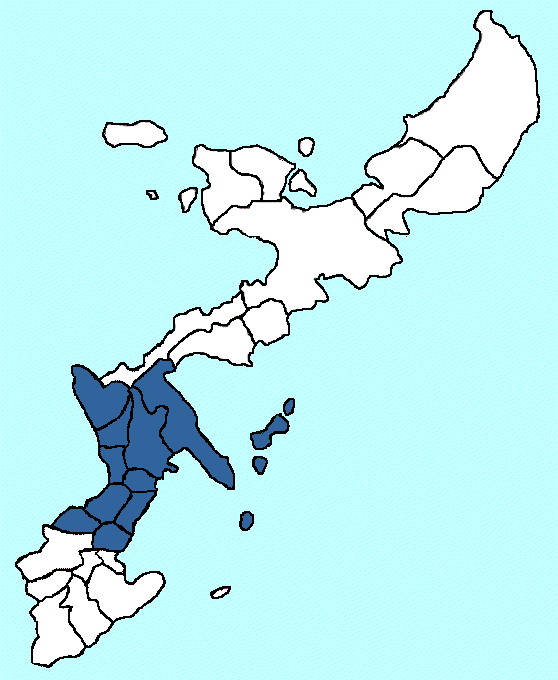
中頭。但那霸市除外。

中頭指的是沖繩島（及其周邊島嶼）的中部地域，又稱中頭地方、中頭地區、中頭方。
沖繩島從東北到西南分為國頭、中頭、島尻三個部份，中頭為其一。中心都市為沖繩市。

## 歷史
在三山時代時，中頭為三山之一的中山王國的領地。
1673年，金武間切的一部份和讀谷山間切的一部份劃出設立恩納間切（今恩納村）。此後，恩納間切被歸入國頭之下。國頭與中頭的邊界為昔日北山與中山的邊界向東中國海側向南延伸。
1896年施行郡制，設立中頭郡。然而1945年石川市（今宇流麻市）脫離中頭郡，此後又有數個市脫離，現在的中頭郡比原先的中頭更小。原本中頭的西原町的一部份現在屬於那霸市。

## 市町村
- 那霸市（舊西原町地域的一部份）
- 宜野灣市
- 浦添市
- 沖繩市
- 宇流麻市
- 讀谷村
- 嘉手納町
- 北谷町
- 北中城村
- 中城村
- 西原町

## 參看
- 國頭
- 島尻